# Olof Hanson (homme politique)
Pour les articles homonymes, voir Olof Hanson et Hanson.
Olof Hanson (3 juin 1882-4 juin 1952) est un homme politique canadien de la Colombie-Britannique. Il est député fédéral libéral de la circonscription britanno-colombienne de Skeena de 1930 à 1945. 

## Biographie
Né à Tännäs en Suède, Hanson immigre au Canada et œuvre comme homme d'affaires et entrepreneur forestier. Élu à la Chambre des communes du Canada lors de l'élection de 1930, il est réélu en 1935 et en 1940. Il ne se représente pas en 1945.